# Weigel (famiglia)
La famiglia Weigel fu una famiglia nobile del patriziato di Norimberga, nel cui consiglio cittadino sedette dal 1332 al 1430.

## Storia
La famiglia Weigel non ha origini certe, anche se è probabile che essi fossero discendenti di un'omonima famiglia della zona di Neumarkt in der Oberpfalz che migrò a Norimberga nella seconda metà del XIII secolo. I Weigel vengono menzionati per la prima volta come residenti a Norimberga nel 1285 e dal 1332 essi avevano già la possibilità di proporre dei consiglieri per la città. All'inizio del XIV secolo, i Weigel erano divisi in due linee, una a Eschenau e una a Norimberga. I Weigel furono documentati per la prima volta a Eschenau nel 1331, ma in quella città risultano già estinti nel 1379. La linea di Norimberga iniziò invece ad operare nel mondo del commercio e rimase fiorente sino alla propria estinzione nel 1430.